# Estadio Idrottsparken de Norrköping

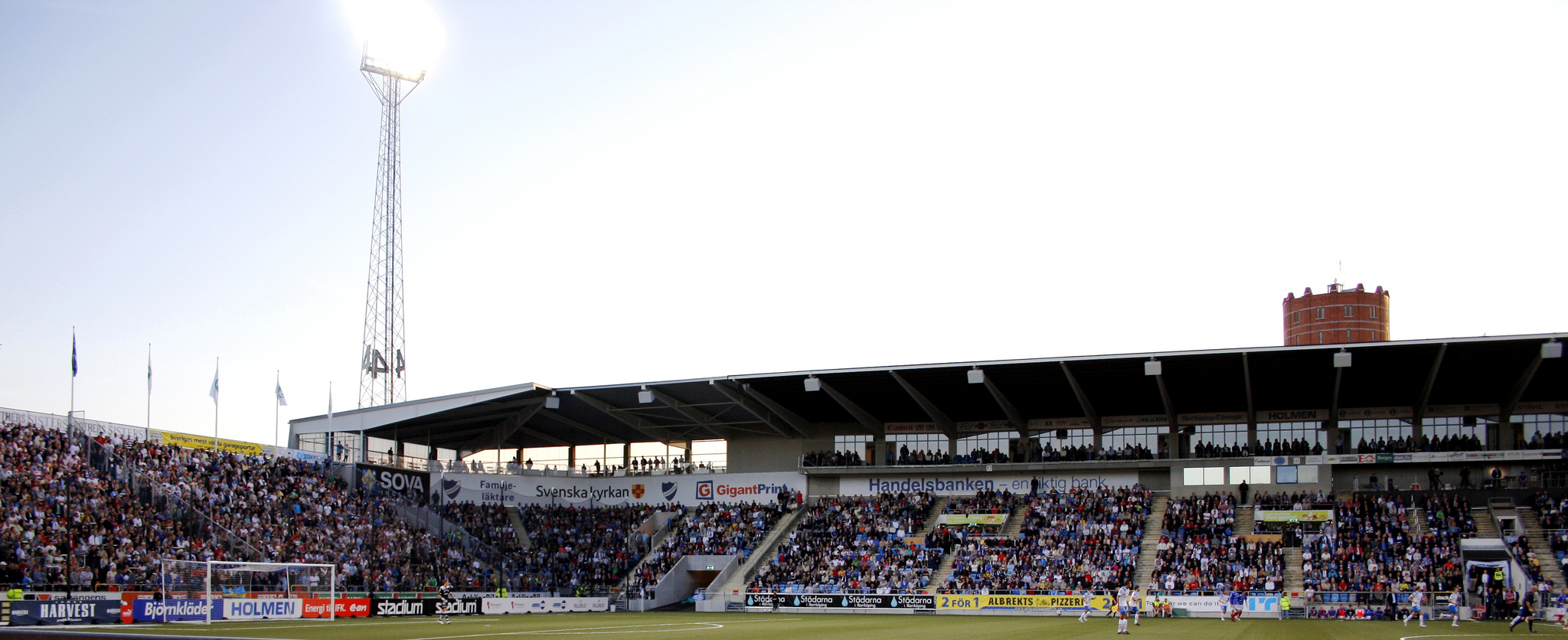
Imagen del estadio.

El Norrköping idrottspark es un estadio multiusos, pero principalmente dedicado a la práctica del fútbol, situado en el centro de la ciudad portuaria de Norrköping, en la provincia de Östergötland en Suecia. Este centro deportivo es sede de los clubes IFK Norrköping e IK Sleipner. Inaugurado en 1903 y renovado en 1992 con ocasión de la Eurocopa de ese año trasladando la nueva construcción más cerca del terreno de juego. En 2003, celebrando el centenario de su construcción, se llevó a cabo un partido amistoso con Grecia (1ː2) y fue reconocido como uno de los 100 sitios históricos del deporte sueco. 
Entre 2008 y 2009 el Idrottsparken fue reconstruido nuevamente (el césped natural es reemplazado por césped artificial y la capacidad se vio reducida a 16 700 asientos) y es renombrado Nya Parken (Parque Nuevo). El club IFK Norrköping compró el estadio en el año 2010 por 308,5 millones de coronas suecas.

## Partidos de laCopa Mundial de Fútbol de 1958
| 8 de junio de 1958 | Francia                                                     | 7:3 (2:2) | Paraguay                         |                                                                       |                                                                       |
|                    | Fontaine 24', 30', 67' Piantoni 52' Wisniewski 61' Kopa 70' |           | Amarilla 20', 44' (p) Romero 50' | Asistencia: 16.518 espectadores Árbitro(s): Juan Gardeazabal (España) | Asistencia: 16.518 espectadores Árbitro(s): Juan Gardeazabal (España) |

| 11 de junio de 1958 | Paraguay                    | 3:2 (2:1) | Escocia                      |                                                                         |                                                                         |
|                     | Agüero 4' Re 45' Parodi 73' |           | Mudie 24' Robert Collins 74' | Asistencia: 11.665 espectadores Árbitro(s): Vincenzo Orlandini (Italia) | Asistencia: 11.665 espectadores Árbitro(s): Vincenzo Orlandini (Italia) |

### Cuartos de final
| 19 de junio de 1958 | Francia                                       | 4:0 (1:0) | Irlanda del Norte |                                                                       |                                                                       |
|                     | Wisniewski 22' Fontaine 55', 63' Piantoni 68' |           |                   | Asistencia: 11.800 espectadores Árbitro(s): Juan Gardeazabal (España) | Asistencia: 11.800 espectadores Árbitro(s): Juan Gardeazabal (España) |

## Partidos de laEurocopa de fútbol 1992

### Grupo B
| 12 de junio de 1992, 20:15 | Comunidad de Estados Independientes | 1:1 (0ː0) | Alemania   |                                                           |                                                           |
|                            | Dobrovolski (p) 64'                 |           | Häßler 90' | Asistencia: 17.410 espectadores Árbitro(s): Gérard Biguet | Asistencia: 17.410 espectadores Árbitro(s): Gérard Biguet |

| 15 de junio de 1992, 17:15 | Escocia | 0:2 (0ː1) | Alemania                 |                                                          |                                                          |
|                            |         |           | Riedle 29' Effenberg 47' | Asistencia: 17.638 espectadores Árbitro(s): Guy Goethals | Asistencia: 17.638 espectadores Árbitro(s): Guy Goethals |

| 18 de junio de 1992, 20:15 | Escocia                                  | 3:0 (2ː0) | Comunidad de Estados Independientes |                                                                |                                                                |
|                            | McStay 7' McClair 16' McAllister (p) 84' |           |                                     | Asistencia: 14.660 espectadores Árbitro(s): Kurt Röthlisberger | Asistencia: 14.660 espectadores Árbitro(s): Kurt Röthlisberger |

## Partidos de laEurocopa Femenina 2013

### Grupo C
| 12 de julio de 2013, 18:00 | Francia                       | 3:1 (2ː0) | Rusia        |                                                            |                                                            |
|                            | Delie 21' 32' · Le Sommer 67' | Reporte   | Morozova 84' | Asistencia: 2.980 espectadores Árbitro(s): Jenny Palmqvist | Asistencia: 2.980 espectadores Árbitro(s): Jenny Palmqvist |

| 15 de julio de 2013, 20:30 | España | 0:1 (0ː1) | Francia   |                                                            |                                                            |
|                            |        | Reporte   | Renard 5' | Asistencia: 5.068 espectadores Árbitro(s): Carina Vitulano | Asistencia: 5.068 espectadores Árbitro(s): Carina Vitulano |

| 18 de julio de 2013, 20:30 | Rusia         | 1:1 (1ː1) | España      |                                                            |                                                            |
|                            | Terekhova 44' | Reporte   | Boquete 14' | Asistencia: 2.157 espectadores Árbitro(s): Jenny Palmqvist | Asistencia: 2.157 espectadores Árbitro(s): Jenny Palmqvist |

### Semifinales
| 25 de julio de 2013, 18:30 | Noruega                                    | 1:1 (1ː1, 1ː0) (4:2 p.)    | Dinamarca                           |                                                            |                                                            |
|                            | Christensen 3'                             | Reporte                    | Knudsen 87'                         | Asistencia: 9.260 espectadores Árbitro(s): Kateryna Monzul | Asistencia: 9.260 espectadores Árbitro(s): Kateryna Monzul |
|                            |                                            | Tiros desde el punto penal |                                     |                                                            |                                                            |
|                            | Gulbrandsen · Dekkerhus · Mjelde · Rønning |                            | Røddik · Nielsen · Nadim · Brogaard |                                                            |                                                            |